# U.S.D. Novese
Unione Sportiva Dilettantistica Novese là một câu lạc bộ bóng đá Ý từ Novi Ligure, Piedmont. Câu lạc bộ đã giành được chức vô địch tại Giải vô địch bóng đá Ý 1921-22.
Novese là đội bóng đá Ý duy nhất giành được chức vô địch mà không chơi một mùa nào ở Serie A cũng như ở Serie B.

## Lịch sử
Novese được thành lập vào năm 1919 và đi vào lịch sử Ý bởi Giải vô địch bóng đá Ý FIGC 1921-22, một mùa giải có hai giải đấu lớn trong bóng đá Ý: Federazione Italiana Giuoco Calcio (FIGC) và Confederazione Calcistica Italiana câu lạc bộ của miền Bắc nước Ý.

## Màu sắc và huy hiệu
Màu của đội là trắng và xanh nhạt.

## Danh hiệu
- Giải vô địch bóng đá Ý

Vô địch (1): 1921

## liên kết ngoài
- (tiếng Ý)  Trang web chính thức
- (tiếng Ý)  Lịch sử của Novese Hoa Kỳ tại trang web comune di Città di Novi Ligure